# Diacyclops jeanneli
Diacyclops jeanneli – gatunek widłonoga z rodziny Cyclopidae. Opisał go w 1929 roku szwajcarski zoolog Pierre-Alfred Chappuis, nadając mu nazwę Cyclops jeanneli.

## Podgatunki
Wyróżnia się dwa podgatunki Diacyclops jeanneli:
- D. j. jeanneli (Chappuis, 1929)
- D. j. putei (Yeatman, 1943)